# 에넬
에넬(Enel)은 이탈리아의 다국적 제조사이자 전력과 가스 유통사이다.
에넬은 국가 전력 위원회 (Ente nazionale per l'energia elettrica)를 뜻하며, 1962년 말 공공단체로 처음 설립되었으며, 1992년에 유한 책임 회사로 전환되었다. 1999년, 이탈리아의 전력 시장이 자유화되며, 에넬도 민영화되었다. 2015년 2월을 기준으로, 이탈리아 정부가 에넬 주식의 25.5%를 소유하고 있다.
2014년, 에넬은 70,000명을 고용하였으며, 30개국에서 활동한다. 2013년 말, 에넬의 매출액은 805억 유로, 시가총액은 310억 유로를 기록하며, 세계에서 56위의 매출액을 기록한 회사가 되었다. 에넬은 유로 주가 지수의 중요 요소로 자리잡고 있다.

## 역사
이탈리아의 전력산업은 19세기에 처음 도입된 후 발전, 송전, 배전 전국적인 사업자 없이 지역마다 민간기업과 지방정부가 제각각 운영하고 있었다. 1962년 아민토레 판파니가 이끄는 기독교민주당내 좌파 주도로 전국의 전력산업을 통합시키기 위해 국유화를 관철한다.
1958년과 1963년 사이 이탈리아는 연평균 6.3%의 경제성장률을 보여주었다. '이탈리아의 기적'이라 불리는 이 기간 동안 전력 소비량은 산업화와 가전제품의 도입으로 연평균 10%씩 성장했다. 이러한 성장은 고르게 나타나지 못하고 시골과 남부에서는 여전히 전력의 보급이 매우 느렸다. 국유화 당시 전력을 공급받는 가구와 기업의 68%가 북부에 있었고 시골에서는 여전히 120만 가구 이상이 전력 없이 생활하고 있었다.
창사 후 10년간 에넬은 4조 5000억 리라, 2022년 가치로 560억 유로를 투자해 발전 용량을 2배로 늘렸다. 가장 중점을 둔 분야는 표준화로 200개가 넘는 기업들이 통합된 만큼 30개의 전압 기준과 1만 종류의 장비들이 통일되야 했다. 1968년부터 에넬은 이탈리아 최초의 전국적인 전력망을 건설하기 시작했다. 피렌체와 로마를 연결하는 전력망은 처음으로 북부와 남부의 전력을 연결했다.
1960년대 말 해저 케이블로 엘바섬, 이스키아섬등 도서지역에 전력이 보급되었다. 소규모 발전소에 의존하던 이들 섬들은 안정적인 전력의 공급으로 관광업이 발전할 수 있었다.
1970년대 말에는 고객의 수가 2600만명으로 두배로 늘었고 전력보급률이 99%에 달했다.
1990년대 이탈리아의 에너지 시장은 다른 유럽 국가들과 같이 자유화 되었고, 에넬은 전력 시장의 독점적 지위를 상실했다. 1992년 이탈리아 정부가 지분을 100% 보유한 유한회사로 전환됐다. 1999년 에넬의 송전 사업은 테르나(Terna S.p.A)로 독립했고, 발전과 배전 사업은 시장 점유율이 50%를 넘지 않는 조건으로 기업공개 되었다. 기업공개로 165억 달러, 2020년 가치로 255억 달러를 조달했는데, 역대 3번째로 높은 기록이다.

## 자회사[22]

### 에넬 그린파워
59GW 용량의 태양광, 풍력, 지열, 수력 등 신재생 에너지 발전 용량을 가지고 있다.

### 에넬 그리드
8개국에 200만km 이상의 송전망, 4500만개 이상의 스마트 미터를 관리한다.

### 에넬 X
가정과 기업, 도시를 위한 솔루션을 제공한다.